# Really
Really — второй студийный альбом Джей Джей Кейла, выпущенный в 1973 году. Альбом попал в чарт Billboard 200, где добрался до 92 строчки, а сингл с открывающей альбом «Lies» попал на 42 строчку чарта Billboard Hot 100.

## Список композиций
- Все песни написаны Джей Джей Кейлом, кроме отмеченных.

| №   | Название                      | Автор(ы)            | Длительность |
| --- | ----------------------------- | ------------------- | ------------ |
| 1.  | «Lies»                        |                     | 2:56         |
| 2.  | «Everything Will Be Alright»  |                     | 3:15         |
| 3.  | «I'll Kiss the World Goodbye» |                     | 1:47         |
| 4.  | «Changes»                     |                     | 2:25         |
| 5.  | «Right Down Here»             |                     | 3:14         |
| 6.  | «If You’re Ever in Oklahoma»  |                     | 2:06         |
| 7.  | «Ridin’ Home»                 |                     | 2:39         |
| 8.  | «Goin’ Down»                  | Дон Никс            | 3:00         |
| 9.  | «Soulin’»                     |                     | 2:19         |
| 10. | «Playing in the Street»       |                     | 1:51         |
| 11. | «Mojo»                        | Маккинли Морганфилд | 2:29         |
| 12. | «Louisiana Women»             |                     | 2:56         |

## Участники записи
- Джей Джей Кейл — вокал, гитара
- Барри Бекетт — электрическое фортепиано на 1 песне
- Билл Ботман — гитара на песнях 8 и 11
- Дэвид Бриггс — фортепиано на 3 песне
- Кеннет А. Баттри — ударные на 3 песне
- Джимми Кэппс — гитара на песнях 5, 6, 10, 12
- Вассар Клементс — скрипка на песнях 6, 10, 12
- Косси Гарднер — орган на 5 песне
- Мак Гайден — гитара (5), слайд-гитара 9
- Гари Гилмор — бас-гитара на песнях 8 и 11
- Джош Грэйвз — добро на песнях 6 и 12
- Роджер Хоквинс — ударные на 1 песне
- Боб Холмс — вокальная гармония
- Дэвид Худ — бас-гитара на 1 песне
- Билл Хамбл — тромбон на 1 песне
- Джимми Джонсон — гитара на 1 песне
- Джим Карштейн — ударные на песнях 8 и 11
- Чарли Маккой — губная гармоника на 7 песне
- Фаррелл Моррис — перкуссия (6, 10), конга (12), ударные (2, 4)
- Боб Филлипс — труба на песнях 1 и 5
- Норберт Патнэм — бас-гитара на песнях 2-4
- Боб Рэй — бас-гитара на песнях 5 и 9
- Норман Рэй Басс — баритоновый тромбон на 1 песне
- Дон Шеффилд — труба на песнях 1 и 5
- Джордж Соул — ударные на песнях 5 и 9
- Роберт Тэррант — конга (5), тамбурин (9)
- Бобби Вудс — фортепиано на песнях 2 и 4
- Джо Зинкан — бас-гитара на песнях 6, 10 и 12